# Daniëlle Harmsen
Daniëlle Harmsen (Velsen, 25 januari 1986) is een voormalig tennisspeelster uit Nederland. Harmsen begon met tennis toen zij acht jaar oud was. Haar favoriete ondergrond is gravel. Zij speelt linkshandig en heeft een tweehandige backhand. Zij was actief in het internationale tennis van 2004 tot en met 2013.

## Palmares

### Gewonnen ITF-toernooien enkelspel
| nr. | finale     | toernooi           | dotatie | ondergrond | tegenstandster in finale | score         |
| --- | ---------- | ------------------ | ------- | ---------- | ------------------------ | ------------- |
| 1.  | 2006-06-25 | Alkmaar            | $10.000 | gravel     | Pauline Wong             | 6-1, 6-1      |
| 2.  | 2006-07-02 | Heerhugowaard      | $10.000 | gravel     | Debbrich Feys            | 6-1, 1-6, 6-4 |
| 3.  | 2008-07-13 | Brussel            | $10.000 | gravel     | Émilie Bacquet           | 6-1, 6-2      |
| 4.  | 2011-11-26 | Antalya            | $10.000 | gravel     | Julia Parasyuk           | 6-1, 6-2      |
| 5.  | 2012-02-05 | Antalya-Kaya Belek | $10.000 | gravel     | Martina Di Giuseppe      | 6-3, 6-4      |

### Gewonnen ITF-toernooien dubbelspel
| nr. | finale     | toernooi            | dotatie | ondergrond | partner          | tegenstandsters in finale                | score             |
| --- | ---------- | ------------------- | ------- | ---------- | ---------------- | ---------------------------------------- | ----------------- |
| 01. | 2006-08-11 | Rebecq              | $10.000 | gravel     | Jessie De Vries  | Claire de Gubernatis Verdiana Verardi    | 6-4, 6-2          |
| 02. | 2006-08-27 | Vlaardingen         | $10.000 | gravel     | Eva Pera         | Guo Xuanyu Zhou Yimiao                   | 6-2, 7-6          |
| 03. | 2007-08-26 | Vlaardingen         | $10.000 | gravel     | Renée Reinhard   | Talitha de Groot Anna Savitskaya         | 3-6, 6-4, 6-2     |
| 04. | 2007-09-10 | Alphen aan den Rijn | $10.000 | gravel     | Renée Reinhard   | Kelly Anderson Kady Pooler               | 6-2, 6-4          |
| 05. | 2008-01-26 | Kaarst              | $10.000 | tapijt     | Chayenne Ewijk   | Neda Kozić Anastasia Poltoratskaya       | 6-4, 6-1          |
| 06. | 2008-03-29 | Tessenderlo         | $25.000 | gravel     | Marlot Meddens   | Olga Brózda Maria Kondratjeva            | 6-4, 6-4          |
| 07. | 2008-06-22 | Alkmaar             | $10.000 | gravel     | Renée Reinhard   | Neda Kozić Anastasia Poltoratskaya       | 6-2, 7-6          |
| 08. | 2008-06-27 | Breda               | $10.000 | gravel     | Renée Reinhard   | Ima Bohush Lesja Tsoerenko               | walk-over         |
| 09. | 2008-07-13 | Brussel             | $10.000 | gravel     | Kim Kilsdonk     | Volha Duko Ineke Mergaert                | 6-4, 5-3, opg.    |
| 10. | 2008-07-18 | Zwevegem            | $25.000 | gravel     | Kim Kilsdonk     | Iveta Gerlová Tadeja Majerič             | 6-4, 6-2          |
| 11. | 2008-11-08 | Sunderland          | $10.000 | hardcourt  | Kim Kilsdonk     | Katharina Brown Tara Moore               | 6-7, 6-4 10-4     |
| 12. | 2008-11-16 | Jersey              | $10.000 | hardcourt  | Kim Kilsdonk     | Tara Moore Elizabeth Thomas              | 7-6, 6-4          |
| 13. | 2009-03-15 | Dijon               | $10.000 | hardcourt  | Kim Kilsdonk     | Amanda Elliott Violette Huck             | 7-6, 6-1          |
| 14. | 2009-04-04 | Pelham              | $25.000 | gravel     | Kim Kilsdonk     | Marie-Ève Pelletier Frederica Piedade    | 6-4, 5-7, [11-9]  |
| 15. | 2009-11-14 | Jersey              | $10.000 | hardcourt  | Kiki Bertens     | Tímea Babos Malou Ejdesgaard             | 7-5, 7-5          |
| 16. | 2010-03-21 | Antalya             | $10.000 | gravel     | Kiki Bertens     | Fatma Al Nabhani Andrea Koch Benvenuto   | 6-2, 6-4          |
| 17. | 2010-09-12 | Alphen aan den Rijn | $25.000 | gravel     | Bibiane Schoofs  | Ksenia Lykina Irena Pavlovic             | 6-3, 6-2          |
| 18. | 2011-01-22 | Stuttgart-Stammheim | $10.000 | hardcourt  | Marina Melnikova | Jana Čepelová Michaela Pochabová         | 3-6, 6-4, [14-12] |
| 19. | 2011-02-13 | Mallorca            | $10.000 | gravel     | Scarlett Werner  | Réka Luca Jani Conny Perrin              | 6-4, 6-3          |
| 20. | 2011-03-12 | Antalya             | $10.000 | gravel     | Bibiane Schoofs  | Jevgenija Pasjkova Maria Zharkova        | 6-3, 7-5          |
| 21. | 2011-04-22 | Civitavecchia       | $25.000 | gravel     | Réka Luca Jani   | Diana Enache Liana-Gabriela Ungur        | 6-2, 6-3          |
| 22. | 2011-07-08 | Craiova             | $25.000 | gravel     | Diana Enache     | Elena Bogdan Mihaela Buzărnescu          | 4-6, 7-6, [10-6]  |
| 23. | 2011-07-15 | Iași                | $10.000 | gravel     | Diana Enache     | Ionela-Andreea Iova Andreea Văideanu     | 6-4, 6-1          |
| 24. | 2011-09-11 | Alphen aan den Rijn | $25.000 | gravel     | Diana Enache     | Katarzyna Piter Barbara Sobaszkiewicz    | 6-2, 6-7, [11-9]  |
| 25. | 2011-10-30 | Antalya             | $10.000 | gravel     | Diana Enache     | Laura-Ioana Andrei Camelia Hristea       | 6-0, 6-3          |
| 26. | 2011-11-27 | Antalya             | $10.000 | gravel     | Diana Enache     | Dalila Jakupović Sarah-Rebecca Sekulic   | 6-1, 6-3          |
| 27. | 2011-12-04 | Antalya             | $10.000 | gravel     | Diana Enache     | Elena-Teodora Cadar Ioana Loredana Roșca | 7-5, 6-2          |
| 28. | 2012-02-05 | Antalya-Kaya Belek  | $10.000 | gravel     | Diana Enache     | Ilona Kremen Emi Mutaguchi               | 6-0, 1-6, [10-6]  |
| 29. | 2012-02-12 | Antalya-Kaya Belek  | $10.000 | gravel     | Diana Enache     | Seda Arantekin Hülya Esen                | 7-6, 6-1          |
| 30. | 2012-08-05 | Rebecq              | $25.000 | gravel     | Diana Buzean     | Lesley Kerkhove Marina Melnikova         | 6-4, 6-2          |
| 31. | 2012-08-12 | Koksijde            | $25.000 | gravel     | Diana Buzean     | Myrtille Georges Céline Ghesquière       | 3-6, 6-3, [10-5]  |
| 32. | 2012-09-09 | Alphen aan den Rijn | $25.000 | gravel     | Diana Buzean     | Corinna Dentoni Justine Ozga             | 6-2, 6-0          |
| 33. | 2012-11-04 | Antalya             | $10.000 | gravel     | Diana Buzean     | Hülya Esen Lütfiye Esen                  | 4-6, 6-1, [10-3]  |